# Eickelborn

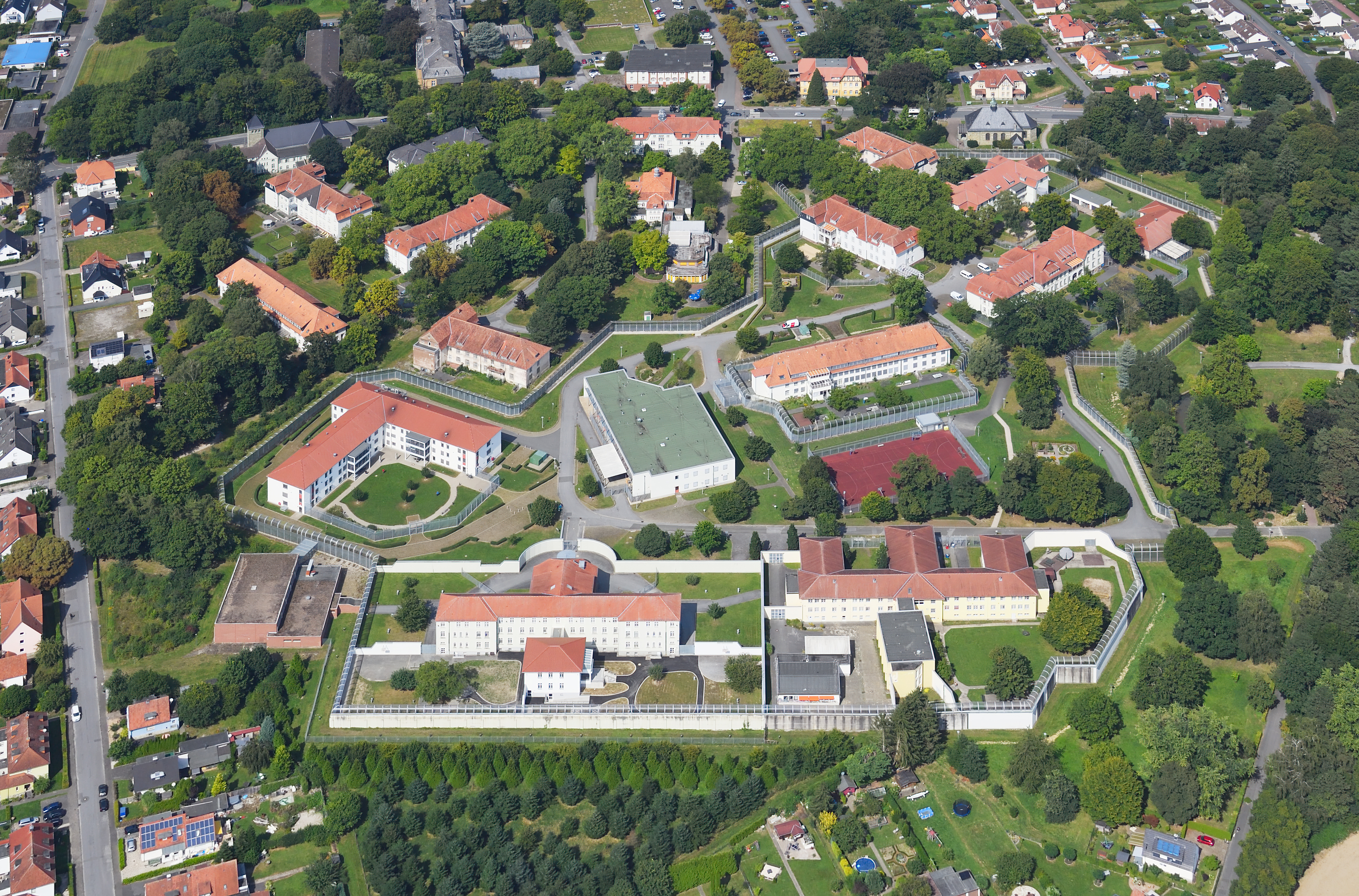
Das LWL-Zentrum für Forensische Psychiatrie Lippstadt aus der Luft gesehen

Eickelborn ist ein Stadtteil der westfälischen Stadt Lippstadt im Kreis Soest. Eickelborn ist besonders als Standort des LWL-Zentrums für Forensische Psychiatrie Lippstadt bekannt.

## Geographie
Eickelborn liegt im äußersten Westen der Stadt Lippstadt am südlichen Ufer der Lippe, über die von Eickelborn aus nur eine kleine Brücke führt. Im Osten grenzt Eickelborn an Benninghausen, im Süden an Lohe, beides Stadtteile von Lippstadt. Im Südwesten grenzt es an Ostinghausen, das zu Bad Sassendorf gehört. Westlich liegen Herzfeld und Hovestadt, beide gehören zu Lippetal. Im Norden mündet der Trotzbach in die Lippe.

## Geschichte
Die Ortsgeschichte geht zurück bis in das Jahr 1262 und beginnt mit dem Rittergut der Herren von Eickelborn. Über die Jahrhunderte waren verschiedene Schreibweisen in Verwendung: Ekeneberne (1262), Eykeneberne (1437), Eyckelenborn (1484), Eckeneborn (1486), Ekelenborn (1501), Eckelbernen (1535) und Eikelbern (1828). Bur, bern und berne bedeuten Wohnung, Niederlassung. Somit wäre Ekeneberne eine Niederlassung in den Eichen. Das Rittergut war möglicherweise dem Stift Meschede gegenüber lehnspflichtig, wahrscheinlich galt dies aber für den Eickelborner Schultenhof. Die Familie der Ritter von Eickelborn erlosch in der zweiten Hälfte des 15. Jahrhunderts in der männlichen Linie und das Gut ging auf Anton von Berninghausen über. Dessen Familie wiederum erlosch 1639 und der Besitz ging auf die Familie der Schorlemer über. Christoph von Schorlemer musste das überschuldete Gut 1749 an Maria Theresia Freifrau von Landsberg verkaufen. Die Familie von Landsberg schließlich verkaufte 1878 den Besitz an die Provinz Westfalen, die hier 1882 eine Pflegeanstalt eröffnete, heute Teil der LWL-Klinik Lippstadt.
Eickelborn gehörte von 1843 bis 1969 zum Amt Oestinghausen im Kreis Soest und wurde am 1. Januar 1975 durch das Münster/Hamm-Gesetz in die Stadt Lippstadt eingemeindet. Einige Flurstücke Eickelborns wurden in die Gemeinden Bad Sassendorf und Lippetal eingegliedert.

## Einwohner und Religion
Von den 2100 Einwohnern sind 1106 Männer und 994 Frauen. 1252 sind katholisch und 456 evangelisch, 392 Einwohner gehören einer anderen oder keiner Religion an (Stand jeweils 30. Juni 2013).

## Politik

### Wappen
Das Wappen Eickelborns entspricht dem Wappen derer von Eickelborn.
Blasonierung: „Ihr Wappen ist gewesen im silbernen Schild ein schwarzer Baar (Bär) mit einem goldenen Halsband über dem Helm, zwischen einer silbernen und schwarzen Flucht, ein halber Baar.“

## Kultur und Sehenswürdigkeiten

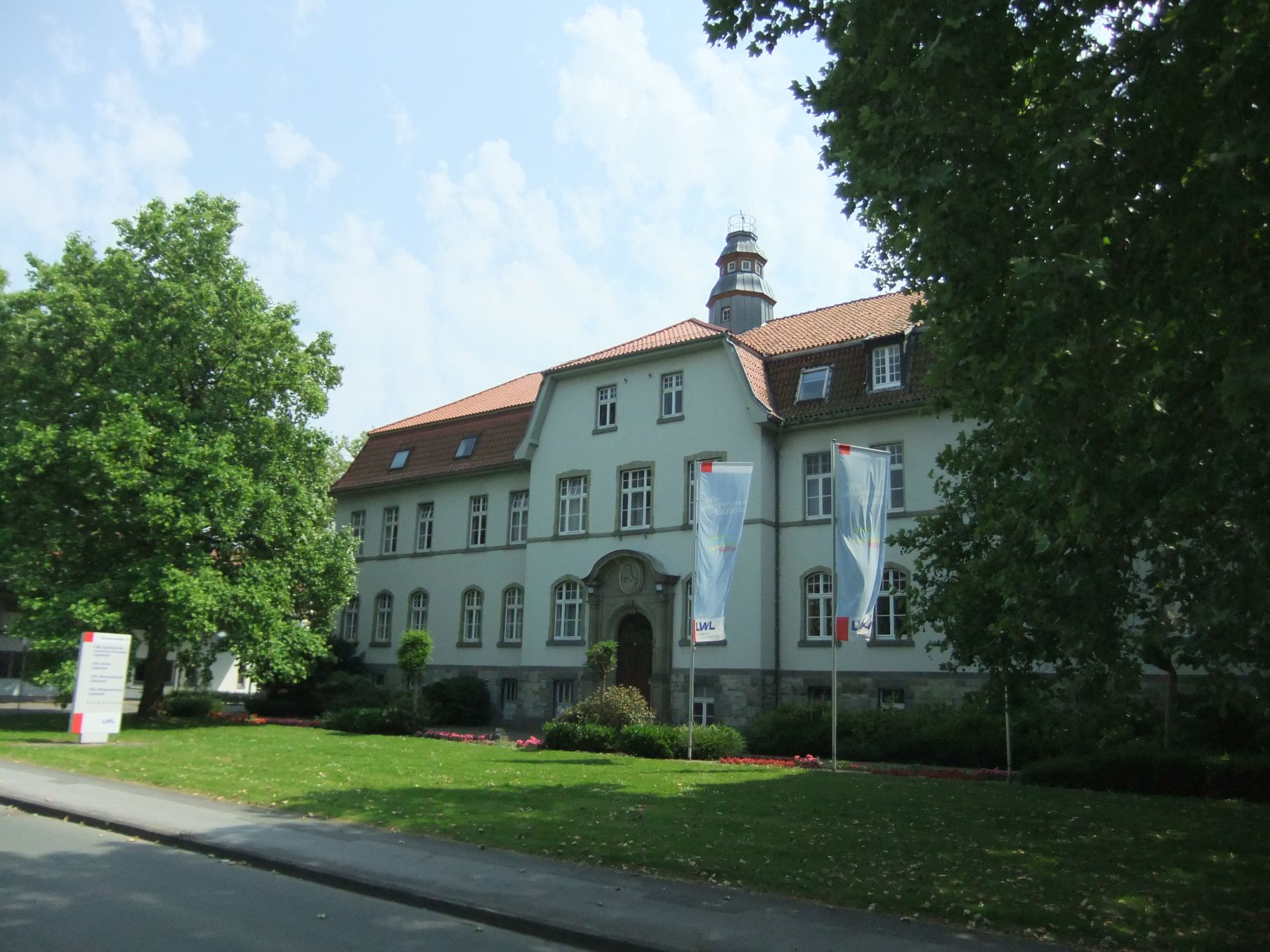
Verwaltungsgebäude des LWL-Zentrums für Forensische Psychiatrie Lippstadt-Eickelborn

Folgende Bauwerke stehen unter Denkmalschutz:
- St. Antonius Einsiedler (1649), enthält eine 1974 von Wilhelm Buschulte geschaffene Farbverglasung
- historische Bauten der heutigen LWL-Klinik Lippstadt und zugehörige Wohnbebauung

## Persönlichkeiten

### Söhne und Töchter Eickelborns
- Diether Klingelnberg (1944–2022), Unternehmer (Klingelnberg)
- Godehard Link (* 1944), deutscher Philosoph
- Gisela Trahms (1944–2024), Schriftstellerin und Literaturkritikerin
- Eike Hovermann (* 1946), deutscher Politiker (SPD)
- Christoph Greiff (1947–2007), deutscher Politiker (CDU)

### Persönlichkeiten, die in Eickelborn gewirkt haben
- Klemens Honselmann (1900–1991), deutscher Bibliothekar und Kirchenhistoriker
- Michael Osterheider (* 1956), deutscher Psychiater
- Johann Wilhelm Plaßmann (1818–1898), preußischer Politiker
- Nahlah Saimeh (* 1966), deutsche Psychiaterin